# Lumbrineris gulielmi
Lumbrineris gulielmi är en ringmaskart som beskrevs av Benham 1915. Lumbrineris gulielmi ingår i släktet Lumbrineris och familjen Lumbrineridae. Inga underarter finns listade i Catalogue of Life.